# Dariusz Bereski
Dariusz Tomasz Bereski (ur. 29 grudnia 1965 we Wrocławiu) – polski aktor teatralny i telewizyjny, poeta, członek ZLP, Mistrz Mowy Polskiej Vox Populi, członek Stowarzyszenia Dziennikarzy RP.

## Życiorys
Absolwent Wydziału Aktorskiego we Wrocławiu, wydziału zamiejscowego Państwowej Wyższej Szkoły Teatralnej im. Ludwika Solskiego w Krakowie (1988). Zadebiutował w 1987 roku na scenie Teatru Kalambur we Wrocławiu rolą Piotrusia w „Szaleństwie Macieja” Jana Hreczucha w reż. Wojciecha Ziemiańskiego. Pierwszą pracę w zawodzie aktora podjął w Jeleniej Górze, w Teatrze im. Cypriana Kamila Norwida w 1987 roku, po III roku studiów, gdzie pracował 10 lat. Kolejną pracę rozpoczął w Teatrze im. Wilama Horzycy w Toruniu, gdzie pracował w latach 1997–2011 r. Do 2012 roku występował gościnnie na wielu scenach w Polsce – między innymi w Teatrze Polskim w Warszawie. Od 2013 roku współpracuje z Teatrem Kamienica w Warszawie. Od 2014 roku z Kujawsko-Pomorskim Impresaryjnym Teatrem Muzycznym w Toruniu. Od stycznia 2017 jest aktorem Teatru Polskiego we Wrocławiu.
Bereski wydał cztery tomiki wierszy: „Alienacje” (2012) w ramach XII Światowego Dnia Poezji UNESCO i V Festiwalu Poezji Słowiańskiej – Wydawnictwo Książkowe IBiS – Warszawa, „Poza-czasem” (2014) – Wydawnictwo Ksiażkowe IBiS – Warszawa, „Sztuka niemoralna” (2015) – Wydawnictwo GRAFFITI BC-Toruń oraz „Wóz Tespisa” – Wydawnictwo M-druk-Wągrowiec. Członek Związku Literatów Polskich, Mistrz Mowy Polskiej Vox Populi 2012, radiowiec.
Od 1988 roku żonaty z Magdaleną, z którą ma syna Maksymiliana (ur. 1989).

## Spektakle teatralne (wybór)

### Role
- 1987: Szaleństwo Macieja jako Piotruś (reż. Wojciech Ziemiański)
- 1987: Bal w Operze (spektakl dyplomowy)
- 1988: Biesy jako kapitan Liebiadkin (reż. Krzysztof Rogoż)
- 1988: Promethidion (reż.A.Obidniak)
- 1988: Sen nocy letniej jako Tezeusz; Elf Trzeci (reż. Waldemar Zawodziński)
- 1988: Przygody Pchły Szachrajki jako chłopiec II (reż. Wiesław Sierpiński)
- 1989: Noc Walpurgii (reż. J.Zoń)
- 1989: Miłość do trzech pomarańczy jako Cudak (reż. Andrzej Jamróz)
- 1989: Gmach jako Ajent (reż.J.Zoń)
- 1990: Tango jako Edek (reż. Zygmunt Bielawski)
- 1990: Romans róży jako pilot (reż. Adolf Weltschek)
- 1990: Monachomachia jako Rajmund (reż. Jerzy Zoń)
- 1990: Martwe dusze jako Młodzieniec; Proszka; Numerowy (reż. Wiesław Hołdys)
- 1990: Wielkanoc jako młody (reż. E.Myśka)
- 1991: Świętoszek jako Walery (reż. Z. Bielawski)
- 1991: Gyubal Wahazar jako Fietrycy Dymont (reż. Jacek Bunsch)
- 1991: Ciuciubabka albo ślepiec jako Ryży (Niewolnik)
- 1991: Muzeum (reż.A.Weltschek)
- 1992: Pinokio jako dyrektor Cyrku; Woźny; Pierrot (reż. Jacek Medwecki)
- 1992: Kontredans jako On (reż. J. Zoń)
- 1992: Bambuko jako Pies Paradoks (reż. Jerzy Bielunas)
- 1992: Kolędnicy (reż. J Skotnicki,J.Bielawski)
- 1992: Nie bójmy się uczuć(reż. Z.Sobociński)
- 1993: Zemsta jako Papkin (reż. Z. Bielawski)
- 1993: Cyganie z Andaluzji jako Alonso, zalotnik (reż. Henryk Adamek)
- 1993: Calineczka jako Motyl; Kret 3; Biały Ptak 2 (reż. J. Medwecki)
- 1993: Igraszki z diabłem jako Belzebub (reż. Z. Bielawski)
- 1994: Poskromienie złośnicy jako Hortensjo (reż. Jurij Krasowski)
- 1995: Śluby panieńskie jako Gustaw (reż. Z. Bielawski)
- 1995: Rewizor jako Iwan Kuźmicz Szpiekin (reż. J. Krasowski)
- 1995: Stara kobieta wysiaduje jako pan dystyngowany (reż. Andrzej Bubień)
- 1995: Norwid (reż.A.Obidniak)
- 1995: Alicja w krainie czarów jako Ptak,Kapelusznik,Karta(reż. J.Medwecki)
- 1996: Mały Książę jako pilot i asystent reżysera (reż. Cezary Domagała)
- 1996: Miarka za miarkę jako Angelo (reż. Krzysztof Pankiewicz)
- 1996: Królowa śniegu jako Mleczarz,Kruk,Zbój,Strażnik (reż. J.Medwecki)
- 1997: Agnes jako Obcokrajowiec-Hiszpan(reż.Anna Augustynowicz)
- 1997: Gwałtu, co się dzieje! jako Błażej (reż. Andrzej Bubień)
- 1997: Życie Galileusza jako Teolog (reż. Maciej Prus; Teatr Telewizji)
- 1997: Pinokio jako Pierrot,Kruk,Włóczęga,Uczeń (reż. C.Domagała)
- 1998: Pan Tadeusz jako hrabia (reż. Irena Jun)
- 1999: Ryszard III jako lord Hastings (reż. A. Bubień)
- 1999: Skąpiec jako Kleant (reż. Bogusław Semotiuk)
- 1999 : Gra jako Anioł (reż. C.Domagała)
- 2000: Pięć dni z życia Kopernika jako Piotr z Torunia (reż. i adaptacja tekstów - D. Bereski)
- 2000: Anioły w Ameryce.Nowe Tysiąclecie Nadchodzi jako Henry i Prior II (reż. M.Fiedor)
- 2000: W osiemdziesiąt dni dookoła świata jako gazeciarz,Murzyn,Surfer (reż. J.Bielunas)
- 2000: Kocham Paryż asystent reżysera (reż. J.Bielunas)
- 2001: Iwona, księżniczka Burgunda jako Cyryl (reż. J. Bielunas)
- 2002: Franciszek Villon na dworcu (reż. M.Stebnicka)
- 2003: Marat/Sadejako pacjent (reż. A. Bubień)
- 2003: Kopciuszek jako Mieszczanin (reż. W.Komasa)
- 2003: Woyzeck jako Karol (reż. Iwona Kempa)
- 2004: Wiśniowy sad jako Jasza (reż. A. Bubień)
- 2005: Uroczystość jako Poul (reż. N.Rakowski)
- 2005: Zbrodnia i Kara jako On oraz asystent reżysera (reż. Andrzej Bubień)
- 2006: Sen nocy letniej jako Spój (reż. Paweł Łysak)
- 2006: Medea jako Posłaniec (reż. M. Wierzchowski)
- 2007: Opera żebracza jako Matt (reż. zbiorowa)
- 2007: Pakujemy manatki. Komedia na osiem pogrzebów jako Elisza (reż. I. Kempa)
- 2007: Niestworzona historia albo Ostatni tatuś jako Bąbel, Tenor (reż. Gabriel Gietzky)
- 2008: In extremis. Historia Abelarda i Heloizy jako Kuzyn Fulberta, Uczeń, Mnich (reż. I. Kempa)
- 2008: Hamlet jako Poseł, Ochroniarz (reż. M. Bogajewska)
- 2008: Obywatel, Historia z piosenkami Republiki (reż. Jacek Bończyk)
- 2012: Teatr Polski Warszawa. Adresat nieznany
- 2013: Bar pod zdechłym psem-monodram, (reż. Emilian Kamiński)
- 2015: Machiavelli-jako Machiavelli, (reż. Bartek Wyszomirski)
- 2015: Open Chopin jako Franciszek Sztajn
- 2015: Panna Tutli Putli: jako działacz społeczny i Król Wyspy Tua Tua
- 2016: Gatunek żeński; jako Theo Reynolds, (reż. Bartek Wyszomirski)
- 2017: Bar pod zdechłym psem-jako poeta, op.artystyczna Cezary Morawski;
- 2017: Chory z urojenia-jako lekarz wojskowy (reż. Janusz Wiśniewski)
- 2017: Kordian czyli panoptikum strachów polskich: jako Stary Kordian, (reż. Adam Sroka)
- 2017: Zbrodnia i kara: jako Arkadiusz Swidrygajłow (reż. Stanisław Melski)
- 2018: Ryszard III : jako Clarence, (reż. Adam Sroka)
- 2018: Opowieść Wigilijna : jako Ebenezer Scrooge, (reż.Cezary Morawski, Beata Zając)
- 2018: Bracia Karamazow : jako Fiodor Karamazow (reż. Stanisław Melski)
- 2018: Xsięgi Schulza : jako Bruno Schulz (reż. Jan Szurmiej)

### Reżyseria
- 1995: Hej Kolędo-Widowisko Bożonarodzeniowe- Teatr C.K.Norwida w Jeleniej Górze
- 2000: Pięć dni z życia Kopernika-spektakl teatralny-Toruń

## Filmografia
- 1996:Życie Galileusza/ spektakl telewizyjny/jako Astronom
- 2006-2008: Fala zbrodni − jako Marczuk
- 2006: Warto kochać-jako prokurator
- 2008: M jak miłość − jako pisarz (odc. 611)
- 2008: Niesamowite historie-jako lekarz
- 2010: Tancerze − jako producent (odc. 33)
- 2012: Galeria − jako lekarz (odc. 95, 101 i 106)
- 2012: Pierwsza miłość −Dwie role jako dyrektor i jako inżynier
- 2012: Na własne ryzyko jako lekarz
- 2013: Lekarze − jako trener żużlowców (odc. 19 i 20)
- 2014: Prawo Agaty jako mężczyzna na jachcie (odc. 73)
- 2016: Na sygnale-jako kierownik muzyczny Maciej Bemol
- 2017: Sprawiedliwi-Wydział Kryminalny jako Jacek Wilga (odc.58)
- 2018: Lombard-jako kapitan Rafał (odc.50)
- 2018: Komisarz Alex-jako Profesor chemii (odc. 123)
- 2018: Sprawiedliwi-Wydział Kryminalny jako lekarz transplantolog Zlatko
- 2018: Diagnoza-odcinek specjalny jako mąż Bogny
- 2018:Pierwsza miłość jako adwokat
- 2018: Ślad
- 2025: Królowie jako János Hunyady

## Nagrody i odznaczenia
- 1989: Złota Iglica
- 1991: Brązowa Iglica
- 1992: Srebrna Iglica
- 1993: Srebrny Kluczyk
- 2003: Poznań – Festiwal Sztuki Słowa „Verba Sacra” – Nagroda im. Romana Brandstaettera za interpretację tekstów biblijnych
- 2012: Warszawa – Mistrz Mowy Polskiej Vox Populi
- 2012: Warszawa – Brązowy Medal „Zasłużony Kulturze Gloria Artis”[4] – Nadany przez Ministra Kultury
- 2014: Birmingham – Tytuł Człowieka Zasłużonego Kulturze Polskiej-Statuetka „Złota Skrzydła” – Nadany przez Głos Polskiej Kultury
- 2014: Statuetka „Złoty Anioł” Stanisława Moniuszki przyznany przez Centrum Kultury Polskiej im. St.Moniuszki w Wilnie
- 2015: Nagroda Literacka Ianiciusa im. Klemensa Janickiego za wzorowe interpretacje poezji polskiej i liryczną twórczość oryginalną
- Złoty Krzyż Zasługi (2022)[5]